# Opel Trixx
 (décembre 2024).
 (novembre 2024).

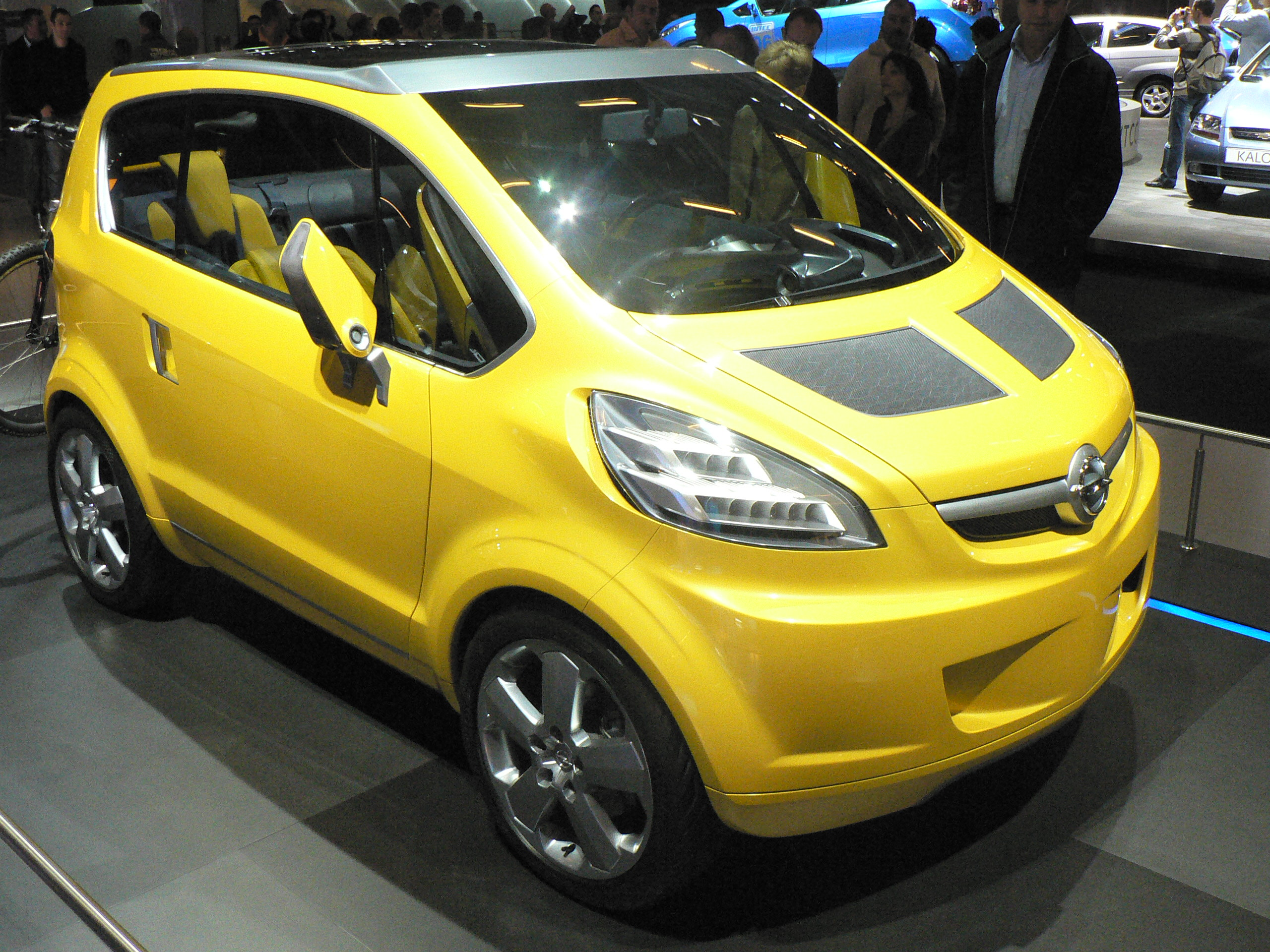
L’Opel Trixx au Salon international de l'automobile de Genève en 2004

L’Opel Trixx était une petite citadine d’Opel, présentée en tant que concept car au Salon international de l'automobile de Genève en 2004. Avec ce véhicule, Opel voulait attaquer le constructeur automobile Smart. Le développement complet du modèle a été réalisé par Vercarmodel Saro. La vitesse maximale était de 112 km/h. Malgré sa très petite taille, des vélos pouvaient être attachés à l’arrière et la voiture disposait également d’une banquette arrière. La voiture avait également des porte coulissante des deux côtés. Cependant, la voiture n’est pas devenue un véhicule de série, mais l’Opel Agila B est arrivée sur le marché. Cependant, c’était le point de départ du nouveau Opel Agila, la version actuelle de l’Agila présente donc diverses caractéristiques de l’Opel Trixx.